# Polisson

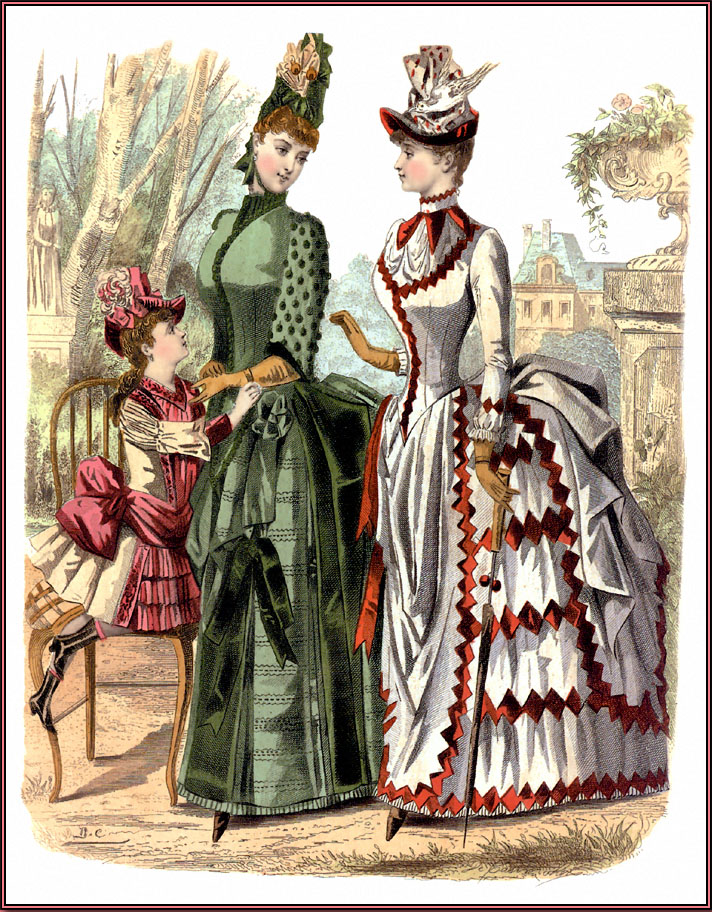
Vestits amb polisson de mitjan dècada de 1880

El polisson o polissó és un aparell destinat a augmentar el volum o a donar suport als drapats de la part posterior de la faldilla en els vestits femenins, que va ser usat predominantment en la segona meitat del segle xix. Els polissons se situaven sota la faldilla, tot just sota l'esquena, per evitar que la faldilla s'arrossegués per terra. Les teles pesants tendien a tibar la part posterior de la faldilla cap avall i la deformaven. Així, una faldilla podia perdre la forma amb l'ús diari, en seure o moure's, si no se la proveïa d'un polisson. Per extensió, el terme polisson també s'empra per designar el vestit integral que l'incorpora.

## Història

### Transició des del mirinyac (1867-1872)

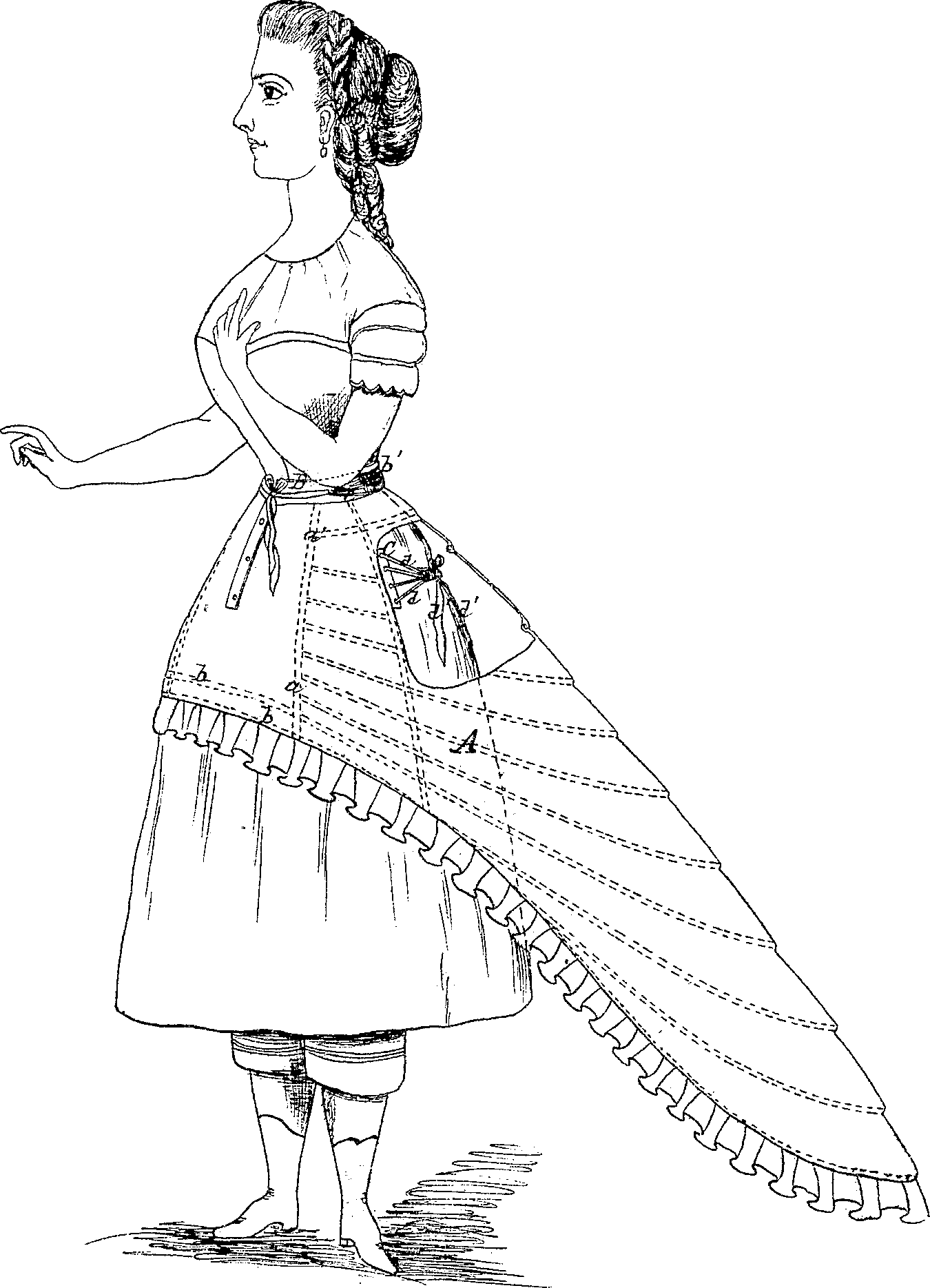
Una patent nord-americana d'un model de mirinyac/polisson. 1867

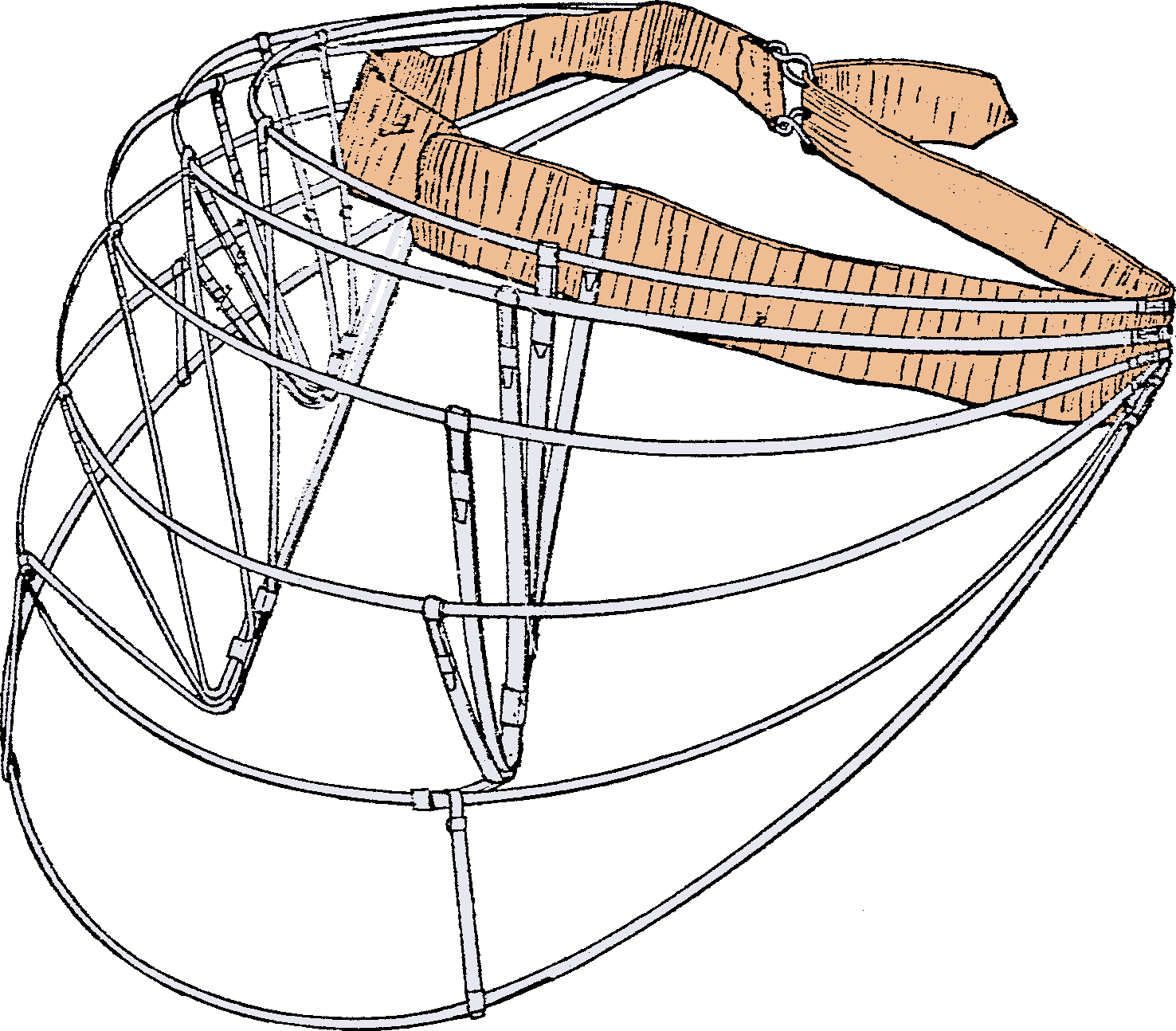
Polisson de 1873

A mesura que evolucionava la moda del mirinyac, la seua forma va anar canviant. En lloc de la forma de gran campana que havia predominat inicialment, començà a aplanar-se per davant i pels costats, traslladant el volum a la part posterior de la faldilla. Un tipus de mirinyac, la crinolette, ja tenia una forma molt semblant a la produïda pel polisson. L'excés de tela que es produïa en la faldilla en adoptar aquesta forma, va ser frunzit també a la part posterior, amb la qual cosa encara es creà més volum.

### Primers polissons (1869-1876)
El polisson pròpiament dit esdevingué un complement imprescindible de la moda quan, a partir de finals de la dècada del 1860, es va afegir una sobrefaldilla drapada a la part posterior, la qual cosa feia necessari cert tipus de suport. Llavors encara es considerava necessari algun tipus d'artifici que fes que la cintura aparençara més estreta, i finalment el polisson acabà reemplaçant del tot el mirinyac. Hi hagué tipus diferents de polisson al llarg de les dècades del 1870 i del 1880, amb un curt període, entre 1878 i 1882, en què van imperar els vestits rectes, sense polisson.
En els primers anys en què estigué de moda el polisson, el volum era reduït i sovint queia en forma de cua. La transició des del voluminós mirinyac dels anys 1850 i 1860 pot veure's en els canvis de quantitat de tela emprada durant el període. Posteriorment el polisson evolucionà vers una forma molt més pronunciada a partir de tot just davall de la cintura, de manera que la caiguda de tela de la faldilla era molt brusca, fet que canvià la forma de la silueta.

### Darrers polissons (1881-1889)
El polisson va reaparèixer de manera exagerada a finals de 1881, fins a esdevenir un element principal de la moda de mitjan a finals de la dècada del 1880. L'any 1885 va atènyer proporcions absurdes per als ulls moderns. La moda dels grans polissons va apagar-se l'any 1889.

### 1889-1913
El polisson sobrevisqué en la dècada del 1890 i a principis dels anys 1900 com a suport de la faldilla, per tal de crear una corba en la part posterior que es considerava necessària per a equilibrar la corba del bust en la part de davant. Vers 1905 els polissons havien desaparegut completament, alhora que la llarga cotilla de principis del segle XX s'anava imposant per a donar volum posterior en la conformació del cos femení.

## Moda
Tot i que la majoria de vestits amb polisson cobria pràcticament per complet la dona, la forma creada per la combinació de cotilla i polisson (que accentuava el pit, la cintura i la gropa) creà una representació de la identitat sexual femenina molt idealitzada, alhora exagerada i oculta per artificis ornamentals.
Els polissons i els vestits amb polisson s'usen rarament en la societat contemporània. Hi ha excepcions en el regne de l'alta costura i la moda dels vestits de núvia.

## Referències i notes

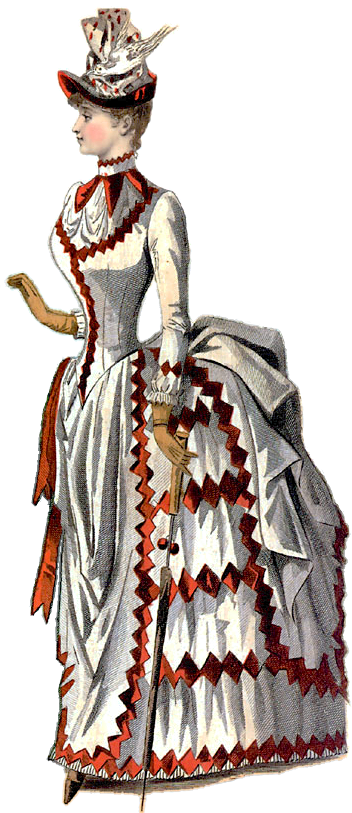
Meitat de la dècada del 1880. Figurí
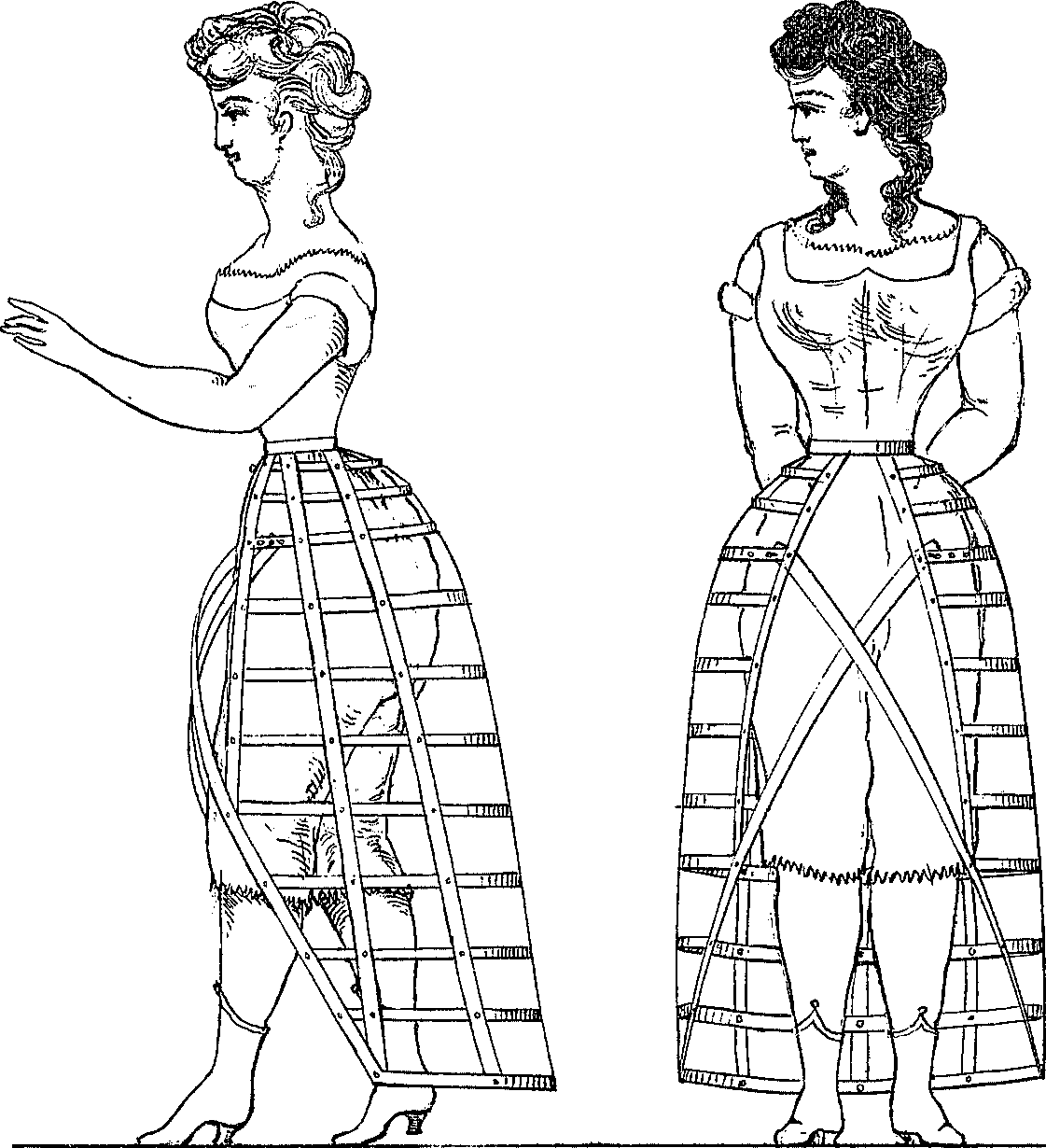
La crinolette
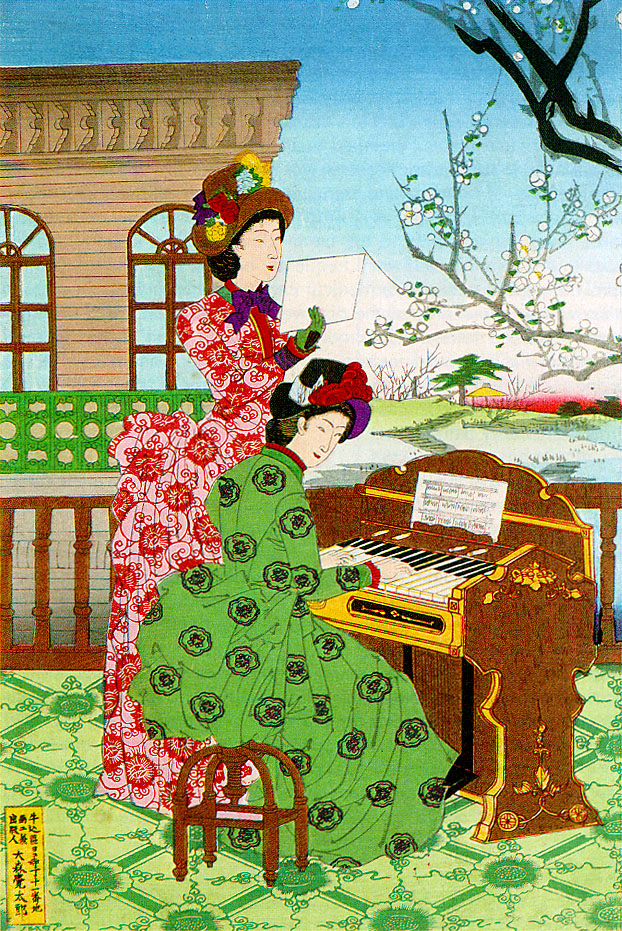
Any 1887. Il·lustració japonesa que mostra dues dones abillades a la manera occidental, amb polissons.
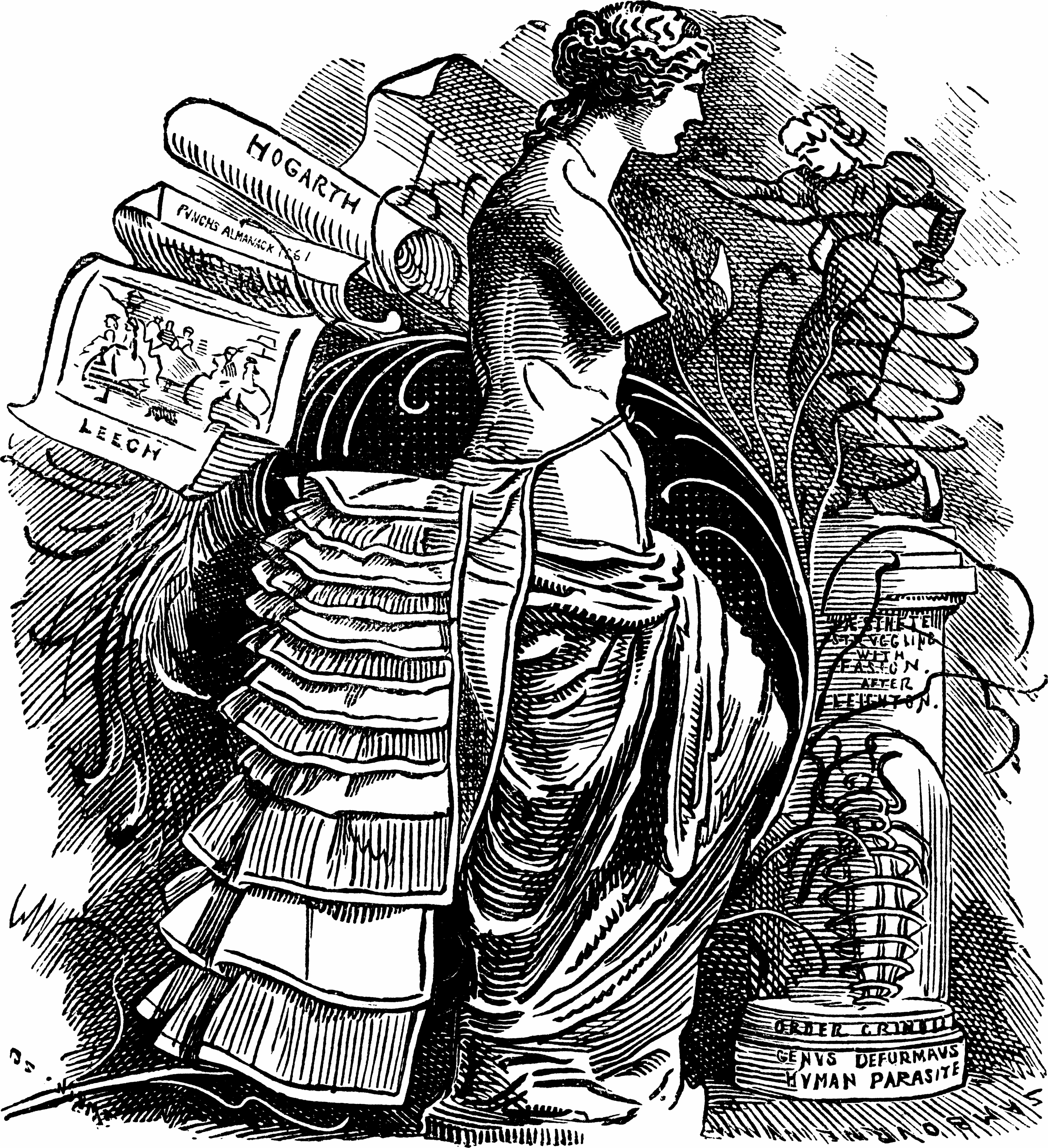
Crítica de la moda del polisson.
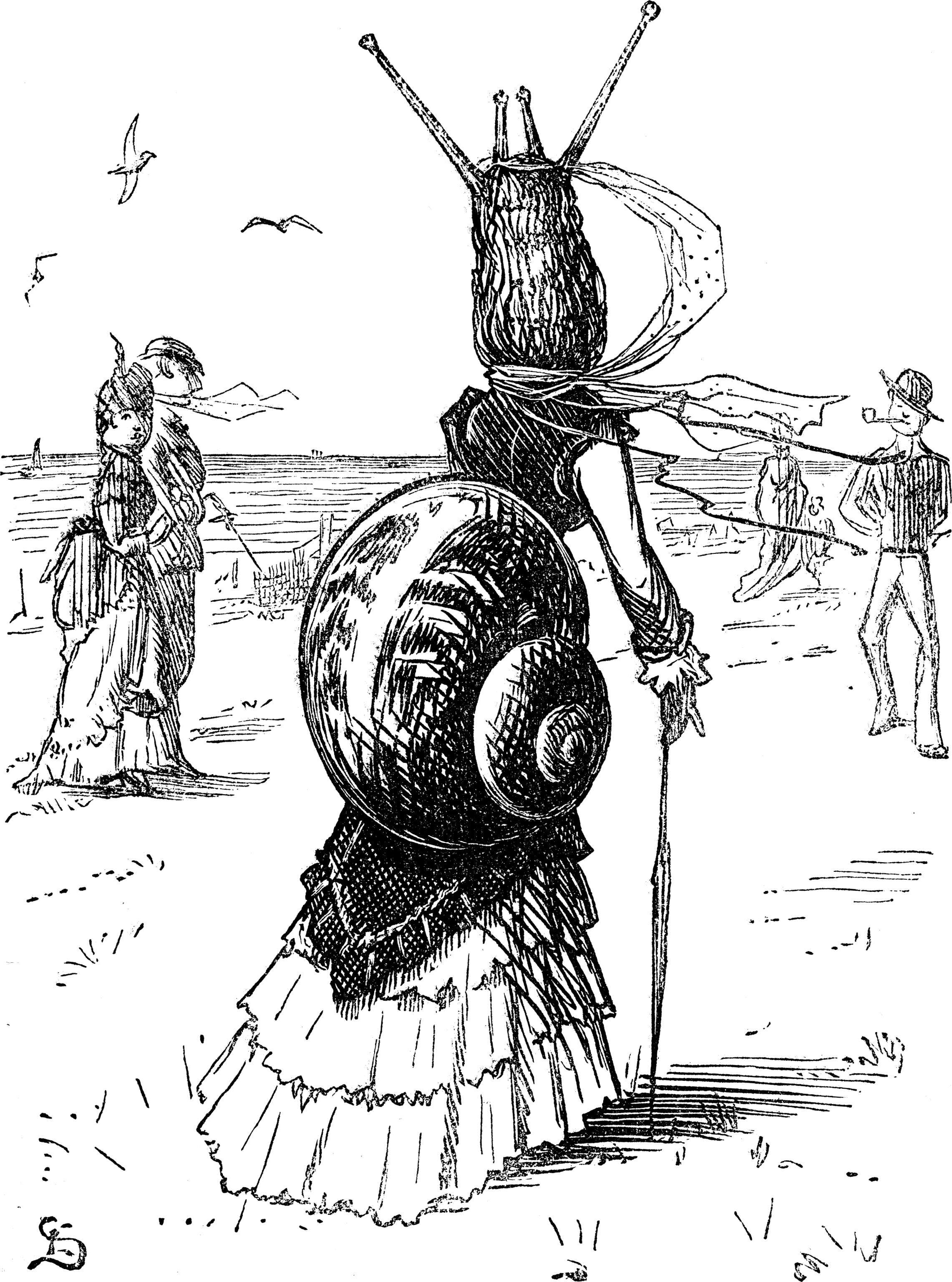
Il·lustració satírica que compara l'aspecte d'una dona amb polisson amb el d'un caragol que porta un vestit.
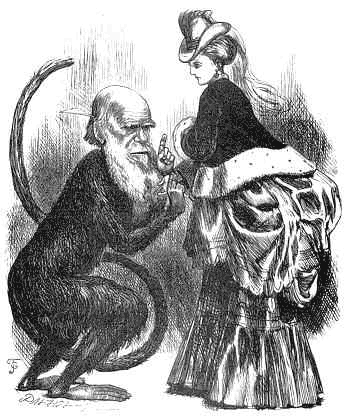
Caricatura de Charles Darwin contemplant un polisson com a curiositat de la història natural (Revista Fun, 16 de novembre de 1872)